# ويس كيلر
ويس كيلر (بالإنجليزية: Wes Keller)‏ هو سياسي أمريكي، ولد في 24 أبريل 1946 في منيابولس في الولايات المتحدة. حزبياً، نشط في الحزب الجمهوري. وقد انتخب عضو مجلس نواب ألاسكا.